# Luke's Shattered Sleep
Luke's Shattered Sleep è un cortometraggio muto del 1917 prodotto e diretto da Hal Roach. Il film, una comica di circa 16 minuti, era interpretato da Harold Lloyd.

## Trama
In un dormitorio pubblico trovano riparo vagabondi e barboni. Quando arriva la polizia, è tutto un fuggi fuggi generale.

## Produzione
Il film fu prodotto da Hal Roach per la Rolin Films. Venne girato dall'11 al 15 luglio 1916.

## Distribuzione
Distribuito dalla Pathé Exchange, uscì nelle sale cinematografiche USA il 31 dicembre 1916.